# Raad van Brabant

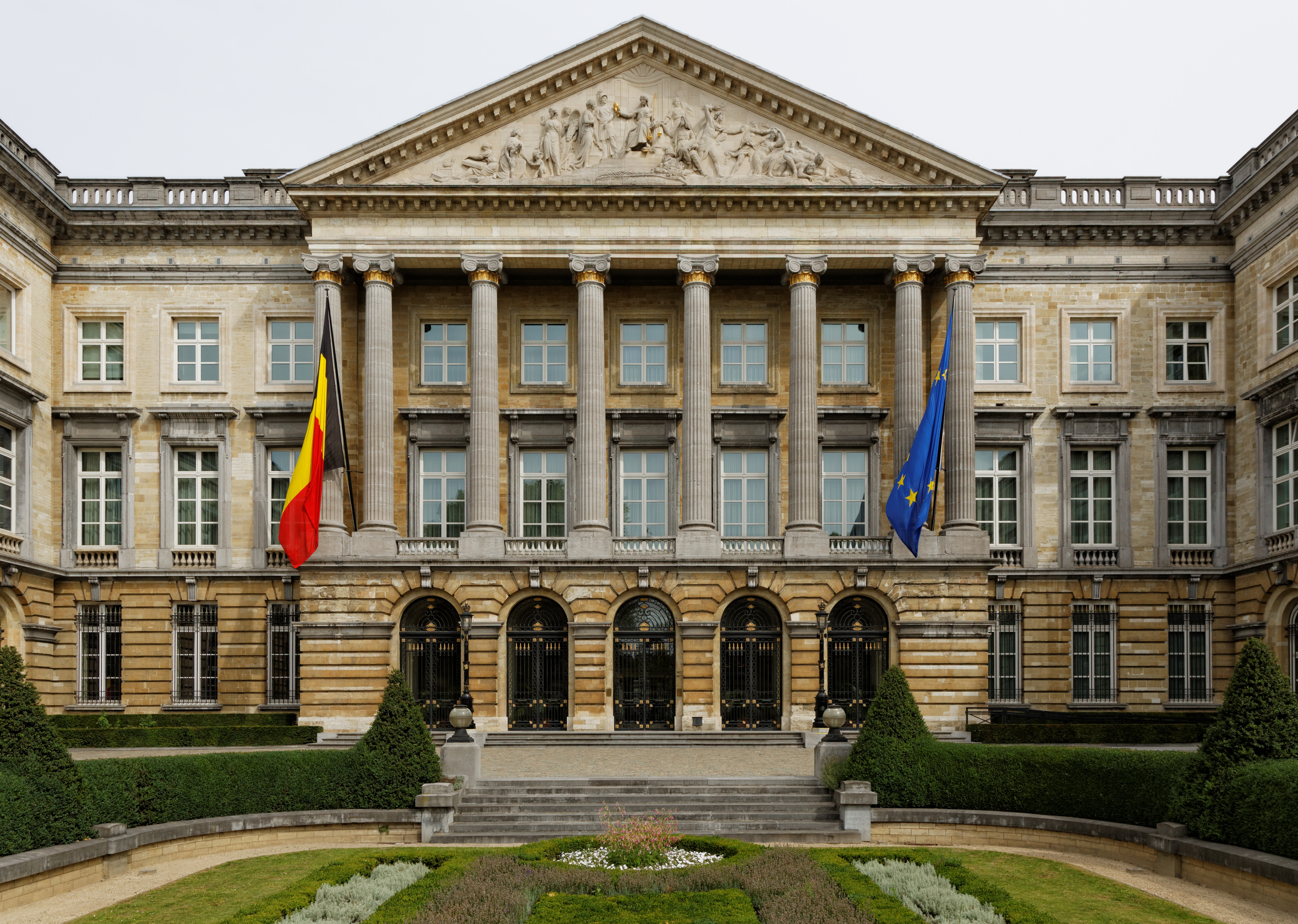
Het Paleis der Natie, zetel van de Raad van Brabant vanaf 1783; heden zetel van het Federaal Parlement van België

De Raad van Brabant was het hoogste rechtscollege in het hertogdom Brabant en de Landen van Overmaas. 

## Geschiedenis
Binnen de hertogelijke curia ontstonden doorheen de tijd specialisaties, waaronder juridische geschoolde raadsheren die zich vooral of uitsluitend met rechtspraak bezighielden. Op 29 december 1430 hervormde Filips de Goede zijn Camere tot een uitsluitend rechtsprekend college. De naam Raad van Brabant kwam geleidelijk in gebruik. Hij is niet te verwarren met de eerdere Raad van Kortenberg.
De Raad van Brabant nam kennis van het hoger beroep tegen de uitspraken van de schepenbanken van Zandhoven, Lier, Befferen en Ukkel. Ten aanzien van de grootstedelijke schepenbanken (Leuven, Brussel, Antwerpen en 's-Hertogenbosch) was de rechtsmacht van de Raad beperkt tot reformatie.
Tijdens de Tachtigjarige Oorlog rebelleerden de Staten van Brabant vanaf 1576 tegen het gezag van koning Filips II van Spanje. Hoewel hij in naam bleef erkend worden als soeverein, gingen Brabants-staatse troepen op 4 september over tot de gevangenname van de Raad van State, die de landvoogdij ad interim uitoefende. Dit maakte de weg vrij om de Staten-Generaal van de Nederlanden bijeen te roepen in Brussel. De griffier van de Raad van Brabant trad daarbij op als griffier van de Staten-Generaal.  
In een latere fase van de opstand, nadat de Brusselse republiek ten val was gebracht, richtte de in Den Haag zetelende Staten-Generaal op 26 september 1591 een eigen Raad van Brabant op voor het bestuur van Staats-Brabant. De Raad in Den Haag heette Raad en Leenhove van Brabant, vaak staatse Raad van Brabant genoemd, terwijl de oorspronkelijke Raad in Brussel meer en meer werd aangeduid als Soevereine Raad van Brabant. De Staatse Raad van Brabant fungeerde voornamelijk voor zaken in hoger beroep. Door het Leenhof van Brabant werden beleningen geregistreerd, voornamelijk van leengoederen in de Meierij van 's-Hertogenbosch. In 1795 werd de Raad ontbonden en vervangen door het Hof van Justitie te 's-Hertogenbosch.
In Spaans-Brabant bestonden een Leenhof en een Raad naast elkaar. Vanaf de 17e eeuw ging de Raad van Brabant steeds meer feodale geschillen behandelen, die in principe toekwamen aan het Leenhof van Brabant. Dit had te maken met een voorkeur van de rechtsonderhorigen voor de als moderner gepercipieerde Raad.
Keizer Jozef II decreteerde op 1 januari 1787 de afschaffing van de Soevereine Raad van Brabant, die zijn hervormingen had gedwarsboomd door vele ervan strijdig te verklaren met de Blijde Inkomst. Op 20 april vernietigde de Raad het opheffingsedict. Onder druk van de straat schortte gevolmachtigd minister Ludovico di Belgiojoso in mei de hervorming op, wat hem vanwege de keizer op ontslag kwam te staan. Zijn interimvervanger graaf Joseph Murray de Melgum kon in september niet anders dan de beslissing van zijn voorganger te bevestigen. Op 18 juni 1789 verklaarde Ferdinand von Trauttmansdorff dat de bevoegdheden van de Raad van Brabant voortaan zouden worden uitgeoefend door de Grote Raad van Mechelen. Daarop brak de Brabantse Revolutie uit. De Raad werd uiteindelijk afgeschaft in het begin van de Franse tijd (1795).

## Zetel
Bij de oprichting in 1430 had de Raad van Brabant geen vaste zetel. Vanaf 1463 kreeg hij een permanente plek in het hertogelijk Paleis op de Koudenberg te Brussel. In 1494 werd de Brusselse refuge van de Abdij van Park in de Perkementestrate aangekocht als ambtswoning van de Kanselier van Brabant en zetel van de Raad van Brabant. Dit onderkomen werd in 1684 herbouwd. In 1783 verhuisde de Raad naar het Paleis van Brabant.
De Staatse Raad van Brabant, voorlopig opgericht in 1586, kwam in Den Haag te zetelen. Dit werd bevestigd in 1591.

## Archieven
Het archief van de (Soevereine) Raad van Brabant wordt beheerd op het Rijksarchief te Brussel. Het archief van de Staatse Raad en Leenhof van Brabant wordt beheerd op het Brabants Historisch Informatie Centrum in 's-Hertogenbosch. In het archief van de Raad zitten grote reeksen criminele en civiele vonnissen en criminele en civiele procesdossiers. De leenboeken bevatten lijsten en akten betreffende lenen van de hertog van Brabant en uit latere periodes.